# Limnephilus submonilifer
Limnephilus submonilifer is een schietmot uit de familie Limnephilidae. De soort komt voor in het Nearctisch gebied.